# Kim Seong-jip
Pour les articles homonymes, voir Kim.
Dans ce nom coréen, le nom de famille, Kim, précède le nom personnel.
Kim Seong-jip ou Kim Sung-jip, né le 13 janvier 1919 à Séoul et mort le 20 février 2016 dans la même ville, est un haltérophile sud-coréen.

## Palmarès

### Jeux olympiques
- Londres 1948
  -  Médaille de bronze en moins de 75 kg.
- Helsinki 1952
  -  Médaille de bronze en moins de 75 kg.

### Championnats du monde
- Philadelphie 1947
  -  Médaille de bronze en moins de 75 kg.

### Jeux asiatiques
- Manille 1954
  -  Médaille d'or en moins de 82,5 kg.